# Coupe du monde de ski de fond 2023-2024
Navigation
Édition précédente Édition suivante
La 43e édition de la Coupe du monde de ski de fond se déroule du 24 novembre 2023 au 17 mars 2024.
En raison de l'Invasion de l'Ukraine par la Russie en 2022, les athlètes russes et biélorusses sont de nouveaux interdits de compétition pour toute la saison.

## Programme de la saison
La saison comporte 36 épreuves pour chaque genre, 33 individuelles et 3 par équipe, (soit 72) ainsi que 1 épreuve mixte réparties à travers 15 sites en Europe et en Amérique du Nord.

## Attribution des points

### Individuel
Épreuve simple
| Place  | 1er | 2e | 3e | 4e | 5e | 6e | 7e | 8e | 9e | 10e | 11e | 12e | 13e | 14e | 15e | 16e | 17e | 18e | 19e | 20e | 21e | 22e | 23e | 24e | 25e |
| ------ | --- | -- | -- | -- | -- | -- | -- | -- | -- | --- | --- | --- | --- | --- | --- | --- | --- | --- | --- | --- | --- | --- | --- | --- | --- |
| Points | 100 | 95 | 90 | 85 | 80 | 75 | 72 | 69 | 66 | 63  | 60  | 58  | 56  | 54  | 52  | 50  | 48  | 46  | 44  | 42  | 40  | 38  | 36  | 34  | 32  |

| Place  | 26e | 27e | 28e | 29e | 30e | 31e | 32e | 33e | 34e | 35e | 36e | 37e | 18e | 19e | 40e | 41e | 42e | 43e | 44e | 45e | 46e | 47e | 48e | 49e | 50e |
| ------ | --- | --- | --- | --- | --- | --- | --- | --- | --- | --- | --- | --- | --- | --- | --- | --- | --- | --- | --- | --- | --- | --- | --- | --- | --- |
| Points | 30  | 28  | 26  | 24  | 22  | 20  | 19  | 18  | 17  | 16  | 15  | 14  | 13  | 12  | 11  | 10  | 9   | 8   | 7   | 6   | 5   | 4   | 3   | 2   | 1   |

Classement général du Tour de Ski
| Place  | 1er | 2e  | 3e  | 4e  | 5e  | 6e  | 7e  | 8e  | 9e  | 10e | 11e | 12e | 13e | 14e | 15e | 16e | 17e | 18e | 19e | 20e | 21e | 22e | 23e | 24e | 25e |
| ------ | --- | --- | --- | --- | --- | --- | --- | --- | --- | --- | --- | --- | --- | --- | --- | --- | --- | --- | --- | --- | --- | --- | --- | --- | --- |
| Points | 300 | 285 | 270 | 255 | 240 | 225 | 216 | 207 | 198 | 189 | 180 | 174 | 168 | 162 | 156 | 150 | 144 | 138 | 132 | 126 | 120 | 114 | 108 | 102 | 96  |

| Place  | 26e | 27e | 28e | 29e | 30e | 31e | 32e | 33e | 34e | 35e | 36e | 37e | 18e | 19e | 40e | 41e | 42e | 43e | 44e | 45e | 46e | 47e | 48e | 49e | 50e |
| ------ | --- | --- | --- | --- | --- | --- | --- | --- | --- | --- | --- | --- | --- | --- | --- | --- | --- | --- | --- | --- | --- | --- | --- | --- | --- |
| Points | 90  | 84  | 78  | 72  | 66  | 60  | 57  | 54  | 51  | 48  | 45  | 42  | 39  | 36  | 33  | 30  | 27  | 24  | 21  | 18  | 15  | 12  | 9   | 6   | 3   |

Étape du Tour de Ski
| Place  | 1er | 2e | 3e | 4e | 5e | 6e | 7e | 8e | 9e | 10e | 11e | 12e | 13e | 14e | 15e | 16e | 17e | 18e | 19e | 20e | 21e | 22e | 23e | 24e | 25e | 26e | 27e | 28e | 29e | 30e |
| ------ | --- | -- | -- | -- | -- | -- | -- | -- | -- | --- | --- | --- | --- | --- | --- | --- | --- | --- | --- | --- | --- | --- | --- | --- | --- | --- | --- | --- | --- | --- |
| Points | 50  | 47 | 44 | 41 | 38 | 35 | 32 | 30 | 28 | 26  | 24  | 22  | 20  | 18  | 16  | 15  | 14  | 13  | 12  | 11  | 10  | 9   | 8   | 7   | 6   | 5   | 4   | 3   | 2   | 1   |

Points bonus*
| Place  | 1er | 2e | 3e | 4e | 5e | 6e | 7e | 8e | 9e | 10e |
| ------ | --- | -- | -- | -- | -- | -- | -- | -- | -- | --- |
| Points | 15  | 12 | 10 | 8  | 6  | 5  | 4  | 3  | 2  | 1   |

* attribués lors des qualifications de chaque sprint + checkpoints sur certaines mass-start.

### Par équipe
| Place  | 1er | 2e  | 3e  | 4e  | 5e | 6e | 7e | 8e | 9e | 10e | 11e | 12e | 13e | 14e | 15e | 16e | 17e | 18e | 19e | 20e | 21e | 22e | 23e | 24e | 25e | 26e | 27e | 28e | 29e | 30e |
| ------ | --- | --- | --- | --- | -- | -- | -- | -- | -- | --- | --- | --- | --- | --- | --- | --- | --- | --- | --- | --- | --- | --- | --- | --- | --- | --- | --- | --- | --- | --- |
| Points | 200 | 160 | 120 | 100 | 90 | 80 | 72 | 64 | 58 | 52  | 48  | 44  | 40  | 36  | 32  | 30  | 28  | 26  | 24  | 22  | 20  | 18  | 16  | 14  | 12  | 10  | 8   | 6   | 4   | 2   |

| Place  | 1er | 2e | 3e | 4e | 5e | 6e | 7e | 8e | 9e | 10e | 11e | 12e | 13e | 14e | 15e |
| ------ | --- | -- | -- | -- | -- | -- | -- | -- | -- | --- | --- | --- | --- | --- | --- |
| Points | 25  | 20 | 15 | 12 | 11 | 10 | 9  | 8  | 7  | 6   | 5   | 4   | 3   | 2   | 1   |

## Classements

### Classements généraux
| Rang | Nom                     | Points |
| ---- | ----------------------- | ------ |
|      | Harald Østberg Amundsen | 2654   |
| 2    | Johannes Høsflot Klæbo  | 2600   |
| 3    | Erik Valnes             | 2106   |
| 4    | Pål Golberg             | 1869   |
| 5    | Martin Løwstrøm Nyenget | 1409   |

| Rang | Nom             | Points |
| ---- | --------------- | ------ |
|      | Jessica Diggins | 2746   |
| 2    | Linn Svahn      | 2571   |
| 3    | Frida Karlsson  | 2309   |
| 4    | Victoria Carl   | 2114   |
| 5    | Kerttu Niskanen | 2080   |

### Classements de Distance
| Rang | Nom                     | Points |
| ---- | ----------------------- | ------ |
|      | Harald Østberg Amundsen | 1571   |
| 2    | Johannes Høsflot Klæbo  | 1389   |
| 3    | Pål Golberg             | 1334   |
| 4    | Martin Løwstrøm Nyenget | 1154   |
| 5    | Mika Vermeulen          | 1029   |

| Rang | Nom             | Points |
| ---- | --------------- | ------ |
|      | Jessica Diggins | 1623   |
| 2    | Victoria Carl   | 1399   |
| 3    | Ebba Andersson  | 1355   |
| 4    | Kerttu Niskanen | 1354   |
| 5    | Frida Karlsson  | 1321   |

### Classements de Sprint
| Rang | Nom                     | Points |
| ---- | ----------------------- | ------ |
|      | Johannes Høsflot Klæbo  | 1211   |
| 2    | Erik Valnes             | 1004   |
| 3    | Lucas Chanavat          | 937    |
| 4    | Håvard Solås Taugbøl    | 803    |
| 5    | Harald Østberg Amundsen | 783    |

| Rang | Nom                     | Points |
| ---- | ----------------------- | ------ |
|      | Linn Svahn              | 1274   |
| 2    | Kristine Stavås Skistad | 1101   |
| 3    | Jonna Sundling          | 918    |
| 4    | Maja Dahlqvist          | 823    |
| 5    | Jessica Diggins         | 823    |

### Coupe des Nations
| Rang | Nation     | Points |
| ---- | ---------- | ------ |
| 1    | Norvège    | 17300  |
| 2    | Suède      | 15249  |
| 3    | Finlande   | 10336  |
| 4    | États-Unis | 10266  |
| 5    | Allemagne  | 9030   |

| Rang | Nation     | Points |
| ---- | ---------- | ------ |
| 1    | Norvège    | 10223  |
| 2    | Suède      | 5791   |
| 3    | France     | 5361   |
| 4    | Finlande   | 4658   |
| 5    | États-Unis | 3688   |

| Rang | Nation     | Points |
| ---- | ---------- | ------ |
| 1    | Suède      | 9458   |
| 2    | Norvège    | 7077   |
| 3    | États-Unis | 6578   |
| 4    | Allemagne  | 6072   |
| 5    | Finlande   | 5678   |

### Globes de cristal
| Disciplines       | Globes de cristal       |
| ----------------- | ----------------------- |
| Général           | Harald Østberg Amundsen |
| Coupe des Nations | Norvège                 |
| Sprint            | Johannes Høsflot Klæbo  |
| Distance          | Harald Østberg Amundsen |

| Disciplines       | Globes de cristal |
| ----------------- | ----------------- |
| Général           | Jessica Diggins   |
| Coupe des Nations | Suède             |
| Sprint            | Linn Svahn        |
| Distance          | Jessica Diggins   |

## Calendrier et podiums

### Hommes

#### Épreuves en individuel
| N°                                                         | Lieu                           | Date                           | Épreuve                        | Vainqueur            | Deuxième                | Troisième               | Leader du Général  |
| ---------------------------------------------------------- | ------------------------------ | ------------------------------ | ------------------------------ | -------------------- | ----------------------- | ----------------------- | ------------------ |
| 1                                                          | Ruka                           | 24 novembre 2023               | Sprint C                       | Erik Valnes          | Richard Jouve           | Johannes H. Klæbo       | Erik Valnes        |
| 2                                                          | Ruka                           | 25 novembre 2023               | 10 km C                        | Martin L. Nyenget    | Iivo Niskanen           | Erik Valnes             | Erik Valnes        |
| 3                                                          | Ruka                           | 26 novembre 2023               | 20 km L DL                     | Jan T. Jenssen       | Michal Novák            | Harald Ø. Amundsen      | Harald Ø. Amundsen |
| 4                                                          | Gällivare                      | 2 décembre 2023                | 10 km L                        | Pål Golberg          | Harald Ø. Amundsen      | Iver T. Andersen        | Harald Ø. Amundsen |
| 5                                                          | Östersund                      | 9 décembre 2023                | Sprint C                       | Johannes H. Klæbo    | Erik Valnes             | James C. Schoonmaker    | Pål Golberg        |
| 6                                                          | Östersund                      | 10 décembre 2023               | 10 km L                        | Harald Ø. Amundsen   | Simen H. Krüger         | Didrik Tønseth          | Harald Ø. Amundsen |
| 7                                                          | Trondheim                      | 15 décembre 2023               | Sprint L                       | Johannes H. Klæbo    | Lucas Chanavat          | Harald Ø. Amundsen      | Harald Ø. Amundsen |
| 8                                                          | Trondheim                      | 16 décembre 2023               | 20 km Skiathlon                | Johannes H. Klæbo    | Andrew Musgrave         | Didrik Tønseth          | Johannes H. Klæbo  |
| 9                                                          | Trondheim                      | 17 décembre 2023               | 10 km C                        | Johannes H. Klæbo    | Pål Golberg             | Henrik Dønnestad        | Johannes H. Klæbo  |
| Tour de Ski 2023-2024 (30 décembre 2023 au 7 janvier 2024) |                                |                                |                                |                      |                         |                         |                    |
| 10                                                         | Toblach                        | 30 décembre 2023               | Sprint L                       | Lucas Chanavat       | Jules Chappaz           | Ben Ogden               | Harald Ø. Amundsen |
| 11                                                         | Toblach                        | 31 décembre 2023               | 10 km C                        | Perttu Hyvärinen     | Erik Valnes             | Harald Ø. Amundsen      | Harald Ø. Amundsen |
| 12                                                         | Toblach                        | 1er janvier 2024               | Poursuite 20 km L              | Harald Ø. Amundsen   | Erik Valnes             | Jan Thomas Jenssen      | Harald Ø. Amundsen |
| 13                                                         | Davos                          | 3 janvier 2024                 | Sprint L                       | Lucas Chanavat       | Edvin Anger             | Federico Pellegrino     | Harald Ø. Amundsen |
| 14                                                         | Davos                          | 4 janvier 2023                 | Poursuite 20 km C              | Harald Ø. Amundsen   | Henrik Dønnestad        | Martin Løwstrøm Nyenget | Harald Ø. Amundsen |
| 15                                                         | Val di Fiemme                  | 6 janvier 2024                 | 15 km C DL                     | Erik Valnes          | William Poromaa         | Cyril Fähndrich         | Harald Ø. Amundsen |
| 16                                                         | Val di Fiemme                  | 7 janvier 2024                 | 10 km L DL                     | Jules Lapierre       | Friedrich Moch          | Hugo Lapalus            | Harald Ø. Amundsen |
| Tour de Ski - Classement final                             | Tour de Ski - Classement final | Tour de Ski - Classement final | Tour de Ski - Classement final | Harald Ø. Amundsen   | Friedrich Moch          | Hugo Lapalus            |                    |
|                                                            |                                |                                |                                |                      |                         |                         |                    |
| 17                                                         | Oberhof                        | 19 janvier 2024                | Sprint C                       | Erik Valnes          | Ansgar Evensen          | Even Northug            | Harald Ø. Amundsen |
| 18                                                         | Oberhof                        | 20 janvier 2024                | 20 km C DL                     | Erik Valnes          | Harald Ø. Amundsen      | Pål Golberg             | Harald Ø. Amundsen |
| 19                                                         | Goms                           | 27 janvier 2024                | Sprint L                       | Johannes H. Klæbo    | Lucas Chanavat          | Håvard Solås Taugbøl    | Harald Ø. Amundsen |
| 20                                                         | Goms                           | 28 janvier 2024                | 20 km L DL                     | Johannes H. Klæbo    | Simen Hegstad Krüger    | Jules Lapierre          | Harald Ø. Amundsen |
| 21                                                         | Canmore                        | 9 février 2024                 | 15 km L DL                     | Simen Hegstad Krüger | Harald Ø. Amundsen      | Mika Vermeulen          | Harald Ø. Amundsen |
| 22                                                         | Canmore                        | 10 février 2024                | Sprint L                       | Johannes H. Klæbo    | Erik Valnes             | Edvin Anger             | Harald Ø. Amundsen |
| 23                                                         | Canmore                        | 11 février 2024                | 20 km C DL                     | Pål Golberg          | Johannes H. Klæbo       | Mattis Stenshagen       | Harald Ø. Amundsen |
| 24                                                         | Canmore                        | 13 février 2024                | Sprint C                       | Johannes H. Klæbo    | Richard Jouve           | Erik Valnes             | Harald Ø. Amundsen |
| 25                                                         | Minneapolis                    | 17 février 2024                | Sprint L                       | Johannes H. Klæbo    | Federico Pellegrino     | Håvard Solås Taugbøl    | Harald Ø. Amundsen |
| 26                                                         | Minneapolis                    | 18 février 2024                | 10 km L                        | Gus Schumacher       | Harald Østberg Amundsen | Pål Golberg             | Harald Ø. Amundsen |
| 27                                                         | Lahti                          | 2 mars 2024                    | 20 km C                        | Johannes H. Klæbo    | Iivo Niskanen           | Martin Løwstrøm Nyenget | Harald Ø. Amundsen |
| 28                                                         | Lahti                          | 3 mars 2024                    | Sprint L                       | Johannes H. Klæbo    | Lucas Chanavat          | Valerio Grond           | Harald Ø. Amundsen |
| 29                                                         | Oslo                           | 10 mars 2024                   | 50 km C DL                     | Johannes H. Klæbo    | Martin Løwstrøm Nyenget | Pål Golberg             | Harald Ø. Amundsen |
| 30                                                         | Drammen                        | 12 mars 2024                   | Sprint C                       | Johannes H. Klæbo    | Håvard Solås Taugbøl    | Even Northug            | Harald Ø. Amundsen |
| 31                                                         | Falun                          | 15 mars 2024                   | Sprint C                       | Johannes H. Klæbo    | Lauri Vuorinen          | Harald Østberg Amundsen | Harald Ø. Amundsen |
| 32                                                         | Falun                          | 16 mars 2024                   | 10 km C                        | Johannes H. Klæbo    | Iivo Niskanen           | Martin Løwstrøm Nyenget | Harald Ø. Amundsen |
| 33                                                         | Falun                          | 17 mars 2024                   | 20 km L DL                     | Johannes H. Klæbo    | Gjøran Tefre            | Martin Løwstrøm Nyenget | Harald Ø. Amundsen |

#### Épreuves par équipe
| N° | Lieu      | Date            | Épreuve                  | Vainqueur                                                                                   | Deuxième                                                                    | Troisième                                                                                     |
| -- | --------- | --------------- | ------------------------ | ------------------------------------------------------------------------------------------- | --------------------------------------------------------------------------- | --------------------------------------------------------------------------------------------- |
| 1  | Gällivare | 3 décembre 2023 | Relais 4 x 7,5 km L et C | Norvège - Pål Golberg - Martin Løwstrøm Nyenget - Simen Hegstad Krüger - Jan Thomas Jenssen | Suède I - Johan Häggström - Calle Halfvarsson - Leo Johansson - Edvin Anger | Allemagne - Janosch Brugger - Albert Kuchler - Friedrich Moch - Anian Sossau                  |
| 2  | Oberhof   | 21 janvier 2024 | Relais 4 x 7,5 km L et C | Norvège I - Martin Løwstrøm Nyenget - Erik Valnes - Pål Golberg - Johannes Høsflot Klæbo    | Italie I - Dietmar Nöckler - Elia Barp - Simone Daprà - Federico Pellegrino | Norvège II - Håvard Solås Taugbøl - Didrik Tønseth - Simen Hegstad Krüger - Mattis Stenshagen |
| 3  | Lahti     | 1er mars 2024   | Sprint par équipes C     | Norvège I - Pål Golberg - Johannes Høsflot Klæbo                                            | Norvège II - Håvard Solås Taugbøl - Even Northug                            | Finlande I - Iivo Niskanen - Lauri Vuorinen                                                   |

### Femmes

#### Épreuves en individuel
| N°                                                         | Lieu                           | Date                           | Épreuve                        | Vainqueur               | Deuxième                | Troisième               | Leader du Général |
| ---------------------------------------------------------- | ------------------------------ | ------------------------------ | ------------------------------ | ----------------------- | ----------------------- | ----------------------- | ----------------- |
| 1                                                          | Ruka                           | 24 novembre 2023               | Sprint C                       | Emma Ribom              | Jonna Sundling          | Kristine Stavås Skistad | Emma Ribom        |
| 2                                                          | Ruka                           | 25 novembre 2023               | 10 km C                        | Ebba Andersson          | Rosie Brennan           | Frida Karlsson          | Frida Karlsson    |
| 3                                                          | Ruka                           | 26 novembre 2023               | 20 km L DL                     | Moa Ilar                | Jessica Diggins         | Rosie Brennan           | Frida Karlsson    |
| 4                                                          | Gällivare                      | 2 décembre 2023                | 10 km L                        | Jessica Diggins         | Ebba Andersson          | Moa Ilar                | Jessica Diggins   |
| 5                                                          | Östersund                      | 9 décembre 2023                | Sprint C                       | Emma Ribom              | Kristine Stavås Skistad | Linn Svahn              | Jessica Diggins   |
| 6                                                          | Östersund                      | 10 décembre 2023               | 10 km L                        | Jessica Diggins         | Heidi Weng              | Victoria Carl           | Jessica Diggins   |
| 7                                                          | Trondheim                      | 15 décembre 2023               | Sprint L                       | Kristine Stavås Skistad | Linn Svahn              | Emma Ribom              | Jessica Diggins   |
| 8                                                          | Trondheim                      | 16 décembre 2023               | 20 km Skiathlon                | Ebba Andersson          | Jessica Diggins         | Heidi Weng              | Jessica Diggins   |
| 9                                                          | Trondheim                      | 17 décembre 2023               | 10 km C                        | Victoria Carl           | Rosie Brennan           | Ebba Andersson          | Jessica Diggins   |
| Tour de Ski 2023-2024 (30 décembre 2023 au 7 janvier 2024) |                                |                                |                                |                         |                         |                         |                   |
| 10                                                         | Toblach                        | 30 décembre 2023               | Sprint L                       | Linn Svahn              | Jonna Sundling          | Kristine Stavås Skistad | Jessica Diggins   |
| 11                                                         | Toblach                        | 31 décembre 2023               | 10 km C                        | Kerttu Niskanen         | Victoria Carl           | Jessica Diggins         | Jessica Diggins   |
| 12                                                         | Toblach                        | 1er janvier 2024               | Poursuite 20 km L              | Jessica Diggins         | Victoria Carl           | Linn Svahn              | Jessica Diggins   |
| 13                                                         | Davos                          | 3 janvier 2024                 | Sprint L                       | Linn Svahn              | Kristine Stavås Skistad | Jessica Diggins         | Jessica Diggins   |
| 14                                                         | Davos                          | 4 janvier 2023                 | Poursuite 20 km C              | Kerttu Niskanen         | Rosie Brennan           | Jessica Diggins         | Jessica Diggins   |
| 15                                                         | Val di Fiemme                  | 6 janvier 2024                 | 15 km C DL                     | Linn Svahn              | Frida Karlsson          | Katharina Hennig        | Jessica Diggins   |
| 16                                                         | Val di Fiemme                  | 7 janvier 2024                 | 10 km L DL                     | Sophia Laukli           | Heidi Weng              | Delphine Claudel        | Jessica Diggins   |
| Tour de Ski - Classement final                             | Tour de Ski - Classement final | Tour de Ski - Classement final | Tour de Ski - Classement final | Jessica Diggins         | Heidi Weng              | Kerttu Niskanen         |                   |
|                                                            |                                |                                |                                |                         |                         |                         |                   |
| 17                                                         | Oberhof                        | 19 janvier 2024                | Sprint C                       | Linn Svahn              | Frida Karlsson          | Jonna Sundling          | Jessica Diggins   |
| 18                                                         | Oberhof                        | 20 janvier 2024                | 20 km C DL                     | Frida Karlsson          | Katharina Hennig        | Kerttu Niskanen         | Jessica Diggins   |
| 19                                                         | Goms                           | 27 janvier 2024                | Sprint L                       | Linn Svahn              | Maja Dahlqvist          | Jonna Sundling          | Jessica Diggins   |
| 20                                                         | Goms                           | 28 janvier 2024                | 20 km L DL                     | Jessica Diggins         | Frida Karlsson          | Nadine Fähndrich        | Jessica Diggins   |
| 21                                                         | Canmore                        | 9 février 2024                 | 15 km L DL                     | Jessica Diggins         | Delphine Claudel        | Heidi Weng              | Jessica Diggins   |
| 22                                                         | Canmore                        | 10 février 2024                | Sprint L                       | Kristine Stavås Skistad | Maja Dahlqvist          | Linn Svahn              | Jessica Diggins   |
| 23                                                         | Canmore                        | 11 février 2024                | 20 km C DL                     | Frida Karlsson          | Kerttu Niskanen         | Heidi Weng              | Jessica Diggins   |
| 24                                                         | Canmore                        | 13 février 2024                | Sprint C                       | Linn Svahn              | Kristine Stavås Skistad | Jonna Sundling          | Jessica Diggins   |
| 25                                                         | Minneapolis                    | 17 février 2024                | Sprint L                       | Jonna Sundling          | Linn Svahn              | Kristine Stavås Skistad | Jessica Diggins   |
| 26                                                         | Minneapolis                    | 18 février 2024                | 10 km L                        | Jonna Sundling          | Frida Karlsson          | Jessica Diggins         | Jessica Diggins   |
| 27                                                         | Lahti                          | 2 mars 2024                    | 20 km C                        | Krista Pärmäkoski       | Victoria Carl           | Kerttu Niskanen         | Jessica Diggins   |
| 28                                                         | Lahti                          | 3 mars 2024                    | Sprint L                       | Kristine Stavås Skistad | Coletta Rydzek          | Maja Dahlqvist          | Jessica Diggins   |
| 29                                                         | Oslo                           | 10 mars 2024                   | 50 km C DL                     | Frida Karlsson          | Ebba Andersson          | Katharina Hennig        | Jessica Diggins   |
| 30                                                         | Drammen                        | 12 mars 2024                   | Sprint C                       | Kristine Stavås Skistad | Linn Svahn              | Rosie Brennan           | Jessica Diggins   |
| 31                                                         | Falun                          | 15 mars 2024                   | Sprint C                       | Kristine Stavås Skistad | Linn Svahn              | Jonna Sundling          | Jessica Diggins   |
| 32                                                         | Falun                          | 16 mars 2024                   | 10 km C                        | Kerttu Niskanen         | Johanna Matintalo       | Jonna Sundling          | Jessica Diggins   |
| 33                                                         | Falun                          | 17 mars 2024                   | 20 km L DL                     | Jessica Diggins         | Heidi Weng              | Anne Kjersti Kalvå      | Jessica Diggins   |

#### Épreuves par équipe
| N° | Lieu      | Date            | Épreuve                  | Vainqueur                                                               | Deuxième                                                                        | Troisième                                                                        |
| -- | --------- | --------------- | ------------------------ | ----------------------------------------------------------------------- | ------------------------------------------------------------------------------- | -------------------------------------------------------------------------------- |
| 1  | Gällivare | 3 décembre 2023 | Relais 4 x 7,5 km L et C | Suède I - Moa Lundgren - Emma Ribom - Ebba Andersson - Moa Ilar         | Allemagne I - Laura Gimmler - Katharina Hennig - Pia Fink - Victoria Carl       | États-Unis - Jessica Diggins - Rosie Brennan - Sophia Laukli - Julia Kern        |
| 2  | Oberhof   | 21 janvier 2024 | Relais 4 x 7,5 km L et C | Suède I - Linn Svahn - Frida Karlsson - Ebba Andersson - Jonna Sundling | Allemagne I - Katherine Sauerbrey - Katharina Hennig - Pia Fink - Victoria Carl | Finlande - Johanna Matintalo - Anne Kyllönen - Krista Pärmäkoski - Jasmi Joensuu |
| 3  | Lahti     | 1er mars 2024   | Sprint par équipes C     | Suède I - Jonna Sundling - Linn Svahn                                   | Finlande I - Krista Pärmäkoski - Johanna Matintalo                              | Allemagne I - Katharina Hennig - Laura Gimmler                                   |

### Mixte
| N° | Lieu | Date            | Épreuve                | Vainqueur                                                             | Deuxième                                                                   | Troisième                                                                                         |
| -- | ---- | --------------- | ---------------------- | --------------------------------------------------------------------- | -------------------------------------------------------------------------- | ------------------------------------------------------------------------------------------------- |
| 1  | Goms | 26 janvier 2024 | Relais 4 x 5 km L et C | Suède I - William Poromaa - Frida Karlsson - Jens Burman - Linn Svahn | Suède II - Johan Häggström - Ebba Andersson - Edvin Anger - Maja Dahlqvist | Norvège I - Martin Løwstrøm Nyenget - Margrethe Bergane - Simen Hegstad Krüger - Tiril Udnes Weng |

### Résultats officiels
1. ↑  (en) « Ruka (FIN) : Men's Sprint Classic », sur fis-ski.com, 24 novembre 2023 (consulté le 24 novembre 2023).
2. ↑  (en) « Ruka (FIN) : Men's 10.0 km Interval Start Classic », sur fis-ski.com, 25 novembre 2023 (consulté le 25 novembre 2023).
3. ↑  (en) « Ruka (FIN) : Men's 20.0 km Mass Start Free », sur fis-ski.com, 26 novembre 2023 (consulté le 26 novembre 2023).
4. ↑  (en) « Gällivare (SWE) : Men's 10.0 km Interval Start Free », sur fis-ski.com, 2 décembre 2023 (consulté le 2 décembre 2023).
5. ↑  (en) « Östersund (SWE) : Men's Sprint Classic », sur fis-ski.com, 9 décembre 2023 (consulté le 11 décembre 2023).
6. ↑  (en) « Östersund (SWE) : Men's 10.0 km Interval Start Free », sur fis-ski.com, 10 décembre 2023 (consulté le 11 décembre 2023).
7. ↑  (en) « Trondheim (NOR) : Men's Sprint Free », sur fis-ski.com, 15 décembre 2023 (consulté le 16 décembre 2023).
8. ↑  (en) « Trondheim (NOR) : Men's 20.0 km Skiathlon Classic/Free », sur fis-ski.com, 16 décembre 2023 (consulté le 17 décembre 2023).
9. ↑  (en) « Trondheim (NOR) : Men's 10.0 km Interval Start Classic », sur fis-ski.com, 17 décembre 2023 (consulté le 17 décembre 2023).
10. ↑  (en) « Toblach (ITA) : Men's Sprint Free », sur fis-ski.com, 30 décembre 2023 (consulté le 30 décembre 2023).
11. ↑  (en) « Toblach (ITA) : Men's 10 km Interval Start Classic », sur fis-ski.com, 31 décembre 2023 (consulté le 31 décembre 2023).
12. ↑  (en) « Toblach (ITA) : Men's 20 km Pursuit Free », sur fis-ski.com, 1er janvier 2024 (consulté le 1er janvier 2024).
13. ↑  (en) « Davos (SUI) : Men's Sprint Free », sur fis-ski.com, 3 janvier 2024 (consulté le 5 janvier 2024).
14. ↑  (en) « Davos (SUI) : Men's 20 km Pursuit Classic », sur fis-ski.com, 4 janvier 2024 (consulté le 5 janvier 2024).
15. ↑  (en) « Val di Fiemme (ITA) : Men's 15 km Mass Start Classic », sur fis-ski.com, 6 janvier 2024 (consulté le 7 janvier 2024).
16. ↑  (en) « Val di Fiemme (ITA) : Men's 10 km Mass Start Free », sur fis-ski.com, 7 janvier 2024 (consulté le 7 janvier 2024).
17. ↑  (en) « FIS Tour de Ski (FIS) : Men's Overall Standings », sur fis-ski.com, 7 janvier 2024 (consulté le 7 janvier 2024).
18. ↑  (en) « Oberhof (GER) : Men's Sprint Classic », sur fis-ski.com, 19 janvier 2024 (consulté le 21 janvier 2024).
19. ↑  (en) « Oberhof (GER) : Men's 20 km Mass Start Classic », sur fis-ski.com, 20 janvier 2024 (consulté le 21 janvier 2024).
20. ↑  (en) « Goms (SUI) : Men's Sprint Free », sur fis-ski.com, 27 janvier 2024 (consulté le 29 janvier 2024).
21. ↑  (en) « Goms (SUI) : Men's 20 km Mass Start Free », sur fis-ski.com, 28 janvier 2024 (consulté le 29 janvier 2024).
22. ↑  (en) « Canmore (CAN) : Men's 15 km Mass Start Classic », sur fis-ski.com, 9 février 2024 (consulté le 12 février 2024).
23. ↑  (en) « Canmore (CAN) : Men's Sprint Free », sur fis-ski.com, 10 février 2024 (consulté le 12 février 2024).
24. ↑  (en) « Canmore (CAN) : Men's 20 km Mass Start Classic », sur fis-ski.com, 11 février 2024 (consulté le 12 février 2024).
25. ↑  (en) « Canmore (CAN) : Men's Sprint Classic », sur fis-ski.com, 13 février 2024 (consulté le 18 février 2024).
26. ↑  (en) « Minneapolis (USA) : Men's Sprint Free », sur fis-ski.com, 17 février 2024 (consulté le 18 février 2024).
27. ↑  (en) « Minneapolis (USA) : Men's 10 km Interval Start Free », sur fis-ski.com, 18 février 2024 (consulté le 18 février 2024).
28. ↑  (en) « Lahti (FIN) : Men's Interval Start 20 km Classic », sur fis-ski.com, 2 mars 2024 (consulté le 3 mars 2024).
29. ↑  (en) « Lahti (FIN) : Men's Sprint Free », sur fis-ski.com, 3 mars 2024 (consulté le 3 mars 2024).
30. ↑  (en) « Oslo (NOR) : Men's 50 km Mass Start Free », sur fis-ski.com, 10 mars 2024 (consulté le 10 mars 2024).
31. ↑  (en) « Drammen (NOR) : Men's Sprint Classic », sur fis-ski.com, 12 mars 2024 (consulté le 18 mars 2024).
32. ↑  (en) « Falun (SWE) : Men's Sprint Classic », sur fis-ski.com, 15 mars 2024 (consulté le 18 mars 2024).
33. ↑  (en) « Falun (SWE) : Men's 10 km Interval Start Classic », sur fis-ski.com, 16 mars 2024 (consulté le 18 mars 2024).
34. ↑  (en) « Falun (SWE) : Men's 20 km Mass Start Free », sur fis-ski.com, 17 mars 2024 (consulté le 18 mars 2024).
35. ↑  (en) « Gällivare (SWE) : Men's 4x7.5 km Interval Relay Classic/Free », sur fis-ski.com, 3 décembre 2023 (consulté le 3 décembre 2023).
36. ↑  (en) « Oberhof (GER) : Men's 4x7.5 km Interval Relay Classic/Free », sur fis-ski.com, 21 janvier 2024 (consulté le 21 janvier 2024).
37. ↑  (en) « Lahti (FIN) : Men's Team Sprint Classic », sur fis-ski.com, 1er mars 2024 (consulté le 2 mars 2024).
38. ↑  (en) « Ruka (FIN) : Women's Sprint Classic », sur fis-ski.com, 24 novembre 2023 (consulté le 24 novembre 2023).
39. ↑  (en) « Ruka (FIN) : Women's 10.0 km Interval Start Classic », sur fis-ski.com, 25 novembre 2023 (consulté le 25 novembre 2023).
40. ↑  (en) « Ruka (FIN) : Women's 20.0 km Mass Start Free », sur fis-ski.com, 26 novembre 2023 (consulté le 26 novembre 2023).
41. ↑  (en) « Gällivare (SWE) : Women's 10.0 km Interval Start Free », sur fis-ski.com, 2 décembre 2023 (consulté le 2 décembre 2023).
42. ↑  (en) « Östersund (SWE) : Women's Sprint Classic », sur fis-ski.com, 9 décembre 2023 (consulté le 11 décembre 2023).
43. ↑  (en) « Östersund (SWE) : Women's 10.0 km Interval Start Free », sur fis-ski.com, 10 décembre 2023 (consulté le 11 décembre 2023).
44. ↑  (en) « Trondheim (NOR) : Women's Sprint Free », sur fis-ski.com, 15 décembre 2023 (consulté le 16 décembre 2023).
45. ↑  (en) « Trondheim (NOR) : Women's 20.0 km Skiathlon Classic/Free », sur fis-ski.com, 16 décembre 2023 (consulté le 17 décembre 2023).
46. ↑  (en) « Trondheim (NOR) : Women's 10.0 km Interval Start Classic », sur fis-ski.com, 17 décembre 2023 (consulté le 17 décembre 2023).
47. ↑  (en) « Toblach (ITA) : Women's Sprint Free », sur fis-ski.com, 30 décembre 2023 (consulté le 30 décembre 2023).
48. ↑  (en) « Toblach (ITA) : Women's 10 km Interval Start Classic », sur fis-ski.com, 31 décembre 2023 (consulté le 31 décembre 2023).
49. ↑  (en) « Toblach (ITA) : Women's 20 km Pursuit Free », sur fis-ski.com, 1er janvier 2024 (consulté le 1er janvier 2024).
50. ↑  (en) « Davos (SUI) : Women's Sprint Free », sur fis-ski.com, 3 janvier 2024 (consulté le 5 janvier 2024).
51. ↑  (en) « Davos (SUI) : Women's 20 km Pursuit Classic », sur fis-ski.com, 4 janvier 2024 (consulté le 5 janvier 2024).
52. ↑  (en) « Val di Fiemme (ITA) : Women's 15 km Mass Start Classic », sur fis-ski.com, 6 janvier 2024 (consulté le 7 janvier 2024).
53. ↑  (en) « Val di Fiemme (ITA) : Women's 10 km Mass Start Free », sur fis-ski.com, 7 janvier 2024 (consulté le 7 janvier 2024).
54. ↑  (en) « FIS Tour de Ski (FIS) : Women's Overall Standings », sur fis-ski.com, 7 janvier 2024 (consulté le 7 janvier 2024).
55. ↑  (en) « Oberhof (GER) : Women's Sprint Classic », sur fis-ski.com, 19 janvier 2024 (consulté le 21 janvier 2024).
56. ↑  (en) « Oberhof (GER) : Women's 20 km Mass Start Classic », sur fis-ski.com, 20 janvier 2024 (consulté le 21 janvier 2024).
57. ↑  (en) « Goms (SUI) : Women's Sprint Free », sur fis-ski.com, 27 janvier 2024 (consulté le 29 janvier 2024).
58. ↑  (en) « Goms (SUI) : Women's 20 km Mass Start Free », sur fis-ski.com, 28 janvier 2024 (consulté le 29 janvier 2024).
59. ↑  (en) « Canmore (CAN) : Women's 15 km Mass Start Classic », sur fis-ski.com, 9 février 2024 (consulté le 12 février 2024).
60. ↑  (en) « Canmore (CAN) : Women's Sprint Free », sur fis-ski.com, 10 février 2024 (consulté le 12 février 2024).
61. ↑  (en) « Canmore (CAN) : Women's 20 km Mass Start Classic », sur fis-ski.com, 11 février 2024 (consulté le 12 février 2024).
62. ↑  (en) « Canmore (CAN) : Women's Sprint Classic », sur fis-ski.com, 13 février 2024 (consulté le 18 février 2024).
63. ↑  (en) « Minneapolis (USA) : Women's Sprint Free », sur fis-ski.com, 17 février 2024 (consulté le 18 février 2024).
64. ↑  (en) « Minneapolis (USA) : Women's 10 km Interval Start Free », sur fis-ski.com, 18 février 2024 (consulté le 18 février 2024).
65. ↑  (en) « Lahti (FIN) : Women's Interval Start 20.0 km Classic », sur fis-ski.com, 2 mars 2024 (consulté le 3 mars 2024).
66. ↑  (en) « Lahti (FIN) : Women's Sprint Free », sur fis-ski.com, 3 mars 2024 (consulté le 3 mars 2024).
67. ↑  (en) « Oslo (NOR) : Women's 50 km Mass Start Free », sur fis-ski.com, 10 mars 2024 (consulté le 10 mars 2024).
68. ↑  (en) « Drammen (NOR) : Women's Sprint Classic », sur fis-ski.com, 12 mars 2024 (consulté le 18 mars 2024).
69. ↑  (en) « Falun (SWE) : Women's Sprint Classic », sur fis-ski.com, 15 mars 2024 (consulté le 18 mars 2024).
70. ↑  (en) « Falun (SWE) : Women's 10 km Interval Start Classic », sur fis-ski.com, 16 mars 2024 (consulté le 18 mars 2024).
71. ↑  (en) « Falun (SWE) : Women's 20 km Mass Start Free », sur fis-ski.com, 17 mars 2024 (consulté le 18 mars 2024).
72. ↑  (en) « Gällivare (SWE) : Women's 4x7.5 km Interval Relay Classic/Free », sur fis-ski.com, 3 décembre 2023 (consulté le 3 décembre 2023).
73. ↑  (en) « Oberhof (GER) : Women's 4x7.5 km Interval Relay Classic/Free », sur fis-ski.com, 21 janvier 2024 (consulté le 21 janvier 2024).
74. ↑  (en) « Lahti (FIN) : Women's Team Sprint Classic », sur fis-ski.com, 1er mars 2024 (consulté le 2 mars 2024).
75. ↑  (en) « Goms (SUI) : Mixed 4x5 km Interval Relay Classic/Free », sur fis-ski.com, 26 janvier 2024 (consulté le 29 janvier 2024).